# Černjanskij rajon
Il Černjanskij rajon (in russo Чернянский район?) è un rajon dell'Oblast' di Belgorod, nella Russia europea. Istituito nel 1928, ha come capoluogo Černjanka, ricopre una superficie di 1.856,1 km2 ed ospitava nel 2010 una popolazione di circa 32.500 abitanti.